# Aftenposten (norsk avis)
 "Aftenposten" omdirigeres hertil. For andre betydninger af Aftenposten, se Aftenposten (flertydig).
Aftenposten er Norges største avis efter oplag, og den ledende norske abonnementsavis. Avisen udkommer i Oslo, og udgives som eneste norske avis to gange daglig. Morgenudgaven er landsdækkende, mens eftermiddagsudgaven, Aften, er lokalavis for Oslo og omegn.
Da den blev grundlagt af Christian Schibsted 14. maj 1860 hed avisen Christiania Adresseblad, men navnet blev ændret til Aftenposten fra og med 1. januar 1861.
Traditionelt har avisen været regnet som konservativ, og den var tidligere knyttet til partiet Høyre. Avisen udkommer på riksmål, og har sine redaktionslokaler i Akersgata i Oslo.
Aftenpostens morgenudgave er Norges næststørste avis, efter VG, mens Aften er landets fjerdestørste avis.

## Falske nyheder i 1921
Da Nansen gik i brechen for hjælp til Rusland under hungersnøden, passede det Aftenposten dårligt; og for at bremse Nansens indsamling, opfandt Aftenposten en hungersnød i Finnmark, til finnmarkingernes store forbløffelse. Nansen skrev et indlæg om sagen til Aftenposten, som den ikke ville trykke. Først efter hårdt pres mod redaktør Thorstein Diesen lod han den trykke, godt gemt mellem "dødsfald" og "bekendtgørelser". Nansen kaldte derefter journalisterne for "plettede hyæner", hvilket afstedkom stor opstandelse i Norsk Presseforbund, og fik en journalist til at udbryde: "Dette Nansens, dette nonsens". Aftenposten besluttede, at Nansen ikke mere skulle nævnes i avisen. 

## Tavshed om 9. april
Aftenpostens medarbejder i Berlin, Theo Findahl, dikterede om aftenen 5. april 1940 en melding, hvor han omtalte et sandsynligt tysk angreb mod Norge, og fortalte, at 40.000 mann stod opmarcheret langsmed Østersøkysten. Da han havde dikteret færdig, bad han om at tale med nattevagtchefen, og sagde uden hensyn til den tyske censur: "De kommer, bring beskeden videre så raskt som muligt." Det var - set med norske øjne - århundredets nyhed. Redaktør Haakon Øverland blev kontaktet, men oplysningen kom ikke på tryk. Samme dag havde tyskernes mand i Oslo, minister Curt Bräuer, vist udvalgte borgere en film om ødelæggelsen af Warszawa - en klar advarsel om, hvad der skete med små lande, der vovede at sætte sig til modværge. Det virkede også – allerede 6. april kunne Aftenposten have fortalt sine læsere, hvad der var ved at ske - men lod være, af frygt for panik. Men Findahl gav ikke op. 7. april var en søndag og dermed ingen avis; men om aftenen gentog han sin advarsel, og sagde, at det i Berlin ikke mere var nogen hemmelighed, at tyskerne skulle landsætte store troppestyrker i Norge. Denne gang varslede Aftenposten admiralstaben, som via udenrigsministeriet bad avisen om ikke at trykke meldingen. Det gik Aftenposten med på. I stedet bragte avisen meldinger om tyske flådebevægelser i dagene før angrebet; men først i aftenavisen 9. april – da angrebet var foretaget – bragte avisen meldingen om det tyske angreb på Norge. Da havde Aftenposten siddet på nyheden i næsten fire døgn. 

## Krigsårene og efterspillet
Aftenposten var Norges største avis før krigen; og under krigen oplevede den et øget oplag. Reaktionerne var stærke, og historikeren Jens Arup Seip udtalte i 1984: "Efter krigen tålte jeg ikke at se Aftenposten." Avisen havde - blandt meget andet - trykt Knut Hamsuns udtalelse i 1943: "Jeg synes det gaar riktig godt nu. Ubaatene arbeider jo Nat og Dag..." og dertil hans mindeord om til ære for Hitler efter dennes selvmord. Fra 13. september 1941 til 7. maj 1945 satte Aftenposten 1.200 politiske ledere på tryk. Avisen havde omkring 100.000 abonnenter og langt flere læsere. I tiltalen mod den ene af avisens tvangsindsatte NS-lederskribenter hed det, at han havde skrevet omkring 400 lederartikler med politisk og propagandamæssigt innhold, delvis "til fordel for tyskerne og NS" og delvis rettet "mod Norges lovlige myndigheder". Dermed, hed det i tiltalen, bidrog lederskribenten til at svække det norske folks modstandsevne i kampen mod besættelsesmagten. Om morgenen 11. april 1940 troppede NS' rigsøkonomichef John Thronsen op i Aftenposten, fulgt af bevæbnede menn klædt i Leidangens uniform. Han forlangte, at NS’ hovedorgan skulle trykkes i Aftenpostens trykkeri, og pålagde samtidig, at Fritt Folk blev indlagt i samtlige Oslo-aviser. Kravet blev senere på dagen skærpet, med en tysk officer og nye NS-mænd i Leidangen-uniform. Trykningen af Fritt Folk ophørte dog snart. I stedet blev Aftenposten pålagt betydelige trykkeopgaver for tyskerne: Deutsche Zeitung in Norwegen og soldataviserne Wacht im Norden og Unterhaltungheften. De første eksemplarer af dagens avis skulle forelægges tyskernes Presseabteilung umiddelbart, både om natten og om eftermiddagen. Som regel fortsatte trykningen mens censur pågik, og iblandt måtte man standse trykningen og kassere det trykte, når dette måtte skrives om. Reichskommissar Josef Terboven fik Aftenpostens ledere i oversat version hjem til sig på Skaugum; de øvrige aviser ventede han med, til han ankom sit kontor på slottet i Oslo. Under undtagelsestilstanden i Oslo blev Aftenposten "nyordnet", 12. september 1941. Avisens ejere, dr. Hans L. C. Huitfeldt og overlæge Einar Fr. Lindboe, fik telefonisk besked af Presseabteilungs leder om å melde seg i stortingsbygningen kl. 16.00. Ejerne bad om at få en tolk, avisens korrespondent Niels J. Mürer. Presseabteilung meddelte bryskt, at Aftenpostens politiske chefredaktør Johs. Nesse og redaktionssekretær Torolv Kandahl var afsat med øjeblikkelig virkning. Kandahl blev samtidig afsat som formand i Norsk Presseforbund. Nesse blev dertil arresteret for sabotage af besættelsesmagtens krav, for "engelskvenlighed" og "tvetydige" artikler. Flere andre medarbeidere blev afskediget, og avisen fik en ny redaktionel ledelse. Det er et ømt punkt i Aftenpostens historie, at straks tyskerne ønskede en anden linje hos avisen, kunne en ny "pålidelig" ledelse hentes fra redaktionens stab. Dagen efter, 13. september, indkaldte Aftenpostens ejere efter tysk instruks de fire nye i ledelsen, chefredaktør Henry Endsjø, chefsekretærerne Simon Flood og Arne Paus Pausett  og redaktør Doery Smith til møde, og meddelte Presseabteilungs ordre om nyordningen. Pausett optrådte iltert og stillede i fuld hirduniform, med armbind og medbragt hue. Overlæge Lindboe anbefalede ham, ikke at optræde i uniform; men det tog han ikke til følge. Avisens ejere fik besked om at fortsætte med at administrere avisen - som ikke blev tilladt stoppet. Stemningen i avishuset blev snart anspændt. Pausett klagede over medarbejdere, der ikke hilste, og ville tilkalde hirden; det fikk Endsjø afværget. Doery Smith klagede også over manglende respekt. "Foreløbigt i orden", blev der noteret i direktionens protokol. Tilsvarende situationer opstod jævnligt, og ejerne anmodede om ro. I eftertid beskrives forholdene i redaktionen som "delt i to fjendtlige lejre", en "lang og pinefuld tid" for avisens gamle medarbejdere. 

## Oplag

### Aftenposten(morgen)
Tall fra norske Mediebedriftenes Landsforening 1980 – 2009:
| - 1980: 223 925 - 1981: 227 122 - 1982: 230 205 - 1983: 232 459 - 1984: 233 998 - 1985: 240 600 - 1986: 252 093 - 1987: 260 915 - 1988: 264 469 - 1989: 267 278 - 1990: 265 558 - 1991: 269 278 - 1992: 274 870 - 1993: 278 669 - 1994: 279 965 | - 1995: 282 018 - 1996: 283 915 - 1997: 286 163 - 1998: 288 078 - 1999: 284 251 - 2000: 276 429 - 2001: 262 632 - 2002: 263 026 - 2003: 256 639 - 2004: 249 861 - 2005: 252 716 - 2006: 248 503 - 2007: 250 179 - 2008: 247 556 - 2009: 243 188 | \| \| \| Aftenposten (morgen) 1980 – 2009 \| |
| | |                                              |
| Aftenposten (morgen) 1980 – 2009 | |                                              |

### Aften(aften)
Tall fra Mediebedriftenes Landsforening: 1989 – 2009:
| - 1939: 78 700 - 1989: 193 932 - 1990: 192 896 - 1991: 195 022 - 1992: 197 738 - 1993: 198 647 - 1994: 188 544 | - 1995: 186 003 - 1996: 188 635 - 1997: 191 269 - 1998: 186 417 - 1999: 180 497 - 2000: 175 783 - 2001: 167 671 - 2002: 163 924 - 2003: 155 366 - 2004: 148 067 - 2005: 141 612 - 2006: 137 141 - 2007: 131 089 - 2008: 124 807 - 2009: 111 566 | \| \| \| Aften (aften) 1989 – 2009. \| |
| | |                                        |
| Aften (aften) 1989 – 2009.                                                                                     | |                                        |